# سيم (تيمور الشرقية)
سيم هي مدينة في تيمور الشرقية، تتبع بلدية مانوفاهي، بلغ عدد سكانها 2,100 نسمة.

## مدن توأم
المدن التوأم:
- City of Boroondara [الإنجليزية]‏.